# جنت گان
جنت گان (انگلیسی: Janet Gunn) یک بازیگر زن آمریکایی است.
او در اوایل دهه ۱۹۸۰ به مدت دو فصل در مشاغل مختلف از جمله فروشنده اتومبیل، دستیار شخصی، مهماندار هواپیما با خطوط هوایی به عنوان یکی از هیدرلدرهای کابوی دالاس در اوایل دهه ۱۹۸۰ کار کرد. افتتاحیه او در بازیگری به عنوان بدلکار سوزان هاوارد در سریال تلویزیونی دالاس در سال ۱۹۸۸ آغاز شد.

## فیلم‌شناسی

### گزیده آثار بازیگری
- شب مرد فراری (۱۹۹۵)
- هدف نهایی (۱۹۹۶)
- گوشت خزندگان ۳ (۱۹۹۶)
- مارکی دو ساد (۱۹۹۶)
- فراری (۲۰۰۱)
- سفر گمشده (۲۰۰۱)
- به مقصد رسیدن (۲۰۰۲)